# Сонаргаон
Сонаргаон (бенг. সোনারগাঁও, англ. Sonargaon) — город в центральной части Бангладеш, административный центр одноимённого подокруга. Площадь города равна 0,73 км². По данным переписи 2001 года, в городе проживало 4039 человек, из которых мужчины составляли 53,31 %, женщины — соответственно 46,69 %. Уровень грамотности населения составлял 51 % (при среднем по Бангладеш показателе 43,1 %). 